# Johanneslust
Johanneslust är ett bostads- och industriområde i stadsdelen Kirseberg i östra Malmö.
Området ligger norr om Sallerupsvägen mellan den nedlagda Simrishamnsbanans järnvägsspår i nordväst och Flygfältsparken i öster. 
Johanneslust uppstod som ett egnahemsområde 1918 vilket gör det till Malmös äldsta kvarvarande egnahemsområde. Den del som låg närmast Bulltofta flygfält döptes till Flygstaden. Längs Simrishamnsbanan ligger Östra Sommarstadens koloniområde, ett av Sveriges äldsta, med små fina kolonistugor som bygger på svensk trähustradition.
I området finns Hattstugans privata förskola.
Johanneslust är uppkallat efter ett beryktat värdshus som under slutet av 1800-talet låg på andra sidan Sallerupsvägen, i nuvarande Håkanstorp.
De gamla lokstallarna utmed Singelgatan revs 2013 och en hyresfastighet som i allt väsentligt lånat lokstallarnas gamla utseende stod inflyttningsklart 1 juli 2014. Idag ligger framförallt ett gym från kedjan Friskis & svettis i dessa lokaler
Det finns en liten affärsverksamhet i johanneslust. Bland dessa finns ett antal loppisbutiker och en secondhandbutik från kedjan Erikshjälpen vilket har blivit en samlingsplats för invånarna i området med ett eget litet kafé inuti butiken. Alla dessa verksamheter ligger längs Sallerupsvägen. I sommarstadens koloniområde (ut mot mölledalsgatan) ligger ett litet kafé/kiosk som säljer fika, glass och godis. Det heter sommarstadens kolonikafé men kallas i folkmun "sommarkjollen".